# Mausoleopsis revoili
Mausoleopsis revoili är en skalbaggsart som beskrevs av Lansberge 1882. Mausoleopsis revoili ingår i släktet Mausoleopsis och familjen Cetoniidae. Inga underarter finns listade i Catalogue of Life.